# Computación mnemodirigida

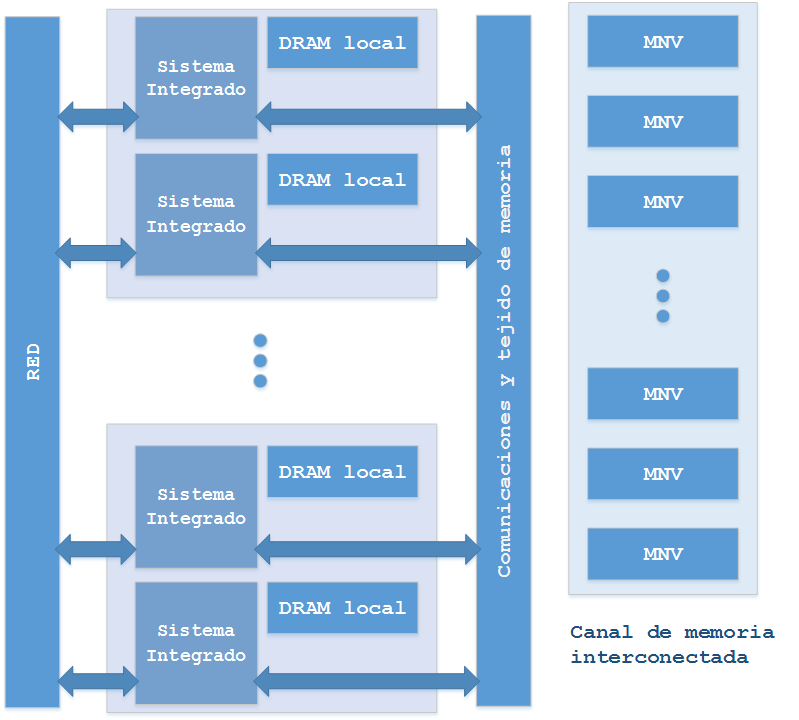
Diagrama básico general de un sistema de computación mnemodirigida, donde se pueden ver diversos sistemas integrados conectados a la red y al tejido de memoria

Se entiende por computación mnemodirigida o computación mnemocéntrica al área experimental de la informática dedicado a desarrollar arquitecturas centradas en la explotación intensiva de la memoria, en lugar de los propios recursos del microprocesador, pero obviamente sin dejar de lado a este último.

## Introducción
Para comprender el potencial de un sistema de cómputo mnemocentrista, es necesario conocer algunas de las tecnologías clave de que se compone; a saber: memoria conectada en red, memoria persistente y memoria ultradensa.

### Memoria conectada en red
La Memoria Conectada en Red (MCR) es un concepto acuñado en los laboratorios de la empresa HPE, proveniente del inglés Fabric-Attached Memory. Hasta el momento (jul 2017), se trata de dispositivos teóricos que prometen llevar la compartición de la memoria direccionable por bytes, mucho más allá de lo que actualmente permiten las memorias compartidas que mantienen la coherencia con los datos almacenados en la caché. La MCR ofrece un acceso a la memoria de un tipo incoherente con los datos de la caché, y de forma masiva para un elevado número de sistemas de procesado integrados (conocidos en inglés como "System-on-Chip (SoC) processors") mediante lo que se podría llamar un tejido mnemónico compuesto por muchos nódulos de memoria.

### Memoria persistente
La memoria persistente  es aquella cuyo contenido no es modificado por los procesos que asignan, manipulan y almacenan datos. La persistencia se encuadrada respecto de los eventos que pueden resultar en la finalización de un proceso;  por ejemplo: la memoria que persiste ante la mera finalización de un proceso, está hoy disponible en los ordenadores personales que ejecutan sistemas operativos convencionales, capaces de mapear el contenido de la memoria dentro de un fichero de respaldo.

### Memoria ultradensa
Tamaños de memoria dentro del rango de los cientos de Tera Bytes (TB) hasta varios Peta Bytes (PB)

## La Máquina
En la página web del Proyecto conocido con el nombre de La Máquina  desarrollado por los laboratorios de la compañía estadounidense Hewlett Packard Enterprise, se dice lo siguiente respecto a este nuevo paradigma: «La máquina da mucha más relevancia a los datos que a los procesadores que los manejan; la memoria es el corazón de lo que llamamos Computación Mnemodirigida o Computación Mnemocéntrica. La Computación Mnemodirigida introduce en un mismo saco, o canal de memoria llamado “memoria universal”, tanto a los dispositivos de memoria como a los de almacenamiento. Para enlazar la memoria con las unidades que se dedican a procesar su datos, se usan diversos componentes optoelectrónicos. Usar la luz en lugar de la electricidad (o en combinación con ésta última), es la clave para acceder de forma rápida a estos canales de memoria gastando mucha menos energía que en un sistema  equivalente puramente electrónico.»